# Parafia Livingston
Parafia Livingston (ang. Livingston Parish) – parafia cywilna w stanie Luizjana w Stanach Zjednoczonych. Obszar całkowity parafii obejmuje powierzchnię 702,85 mil2 (1 820,38 km²). Według danych z 2010 r. parafia miała 128 040 mieszkańców. Parafia powstała w 10 lutego 1832 roku i nosi imię Edwarda Livingstona, jedenastego sekretarza stanu Stanów Zjednoczonych.

## Sąsiednie parafie
- Parafia Saint Helena (północ)
- Parafia Tangipahoa (wschód)
- Parafia St. John the Baptist (południowy wschód)
- Parafia Ascension (południowy zachód)
- Parafia East Baton Rouge (zachód)

## Miasta
- Denham Springs
- Livingston
- Springfield
- Walker

## Wioski
- Albany
- French Settlement
- Killian
- Port Vincent
- Watson (CDP)